# Marion Barry
Marion Shepilov Barry Jr. (ur. 6 marca 1936 w Itta Bena, Missisipi, zm. 23 listopada 2014 w Waszyngtonie) – amerykański polityk, działacz Partii Demokratycznej, burmistrz Waszyngtonu.
Był burmistrzem Waszyngtonu w latach 1979–1991. Został zmuszony do ustąpienia ze stanowiska po ujawnieniu, że był zamieszany w aferę narkotykową. Po odbyciu kary (pół roku więzienia) ponownie wszedł w skład rady miejskiej, a następnie został wybrany na burmistrza w latach 1995–1999.